# Bartın (circonscription électorale)
La circonscription électorale de Bartın correspond à la province du même nom et envoie 2 députés à la Grande Assemblée nationale de Turquie.

## Composition
La circonscription de Bartın est divisée en 4 districts (ilçe). Chaque district est composé d'un chef-lieu et de municipalités (communes et villages).

## Résultats électoraux

### Élections législatives de juin 2015
| Partis                   | Partis                                        | Voix | %   | Sièges | +/-           | Élus                     |
| ------------------------ | --------------------------------------------- | ---- | --- | ------ | ------------- | ------------------------ |
|                          | Parti de la justice et du développement (AKP) |      |     | 1      |               | Yılmaz Tunç              |
|                          | Parti républicain du peuple (CHP)             |      |     | 1      | en stagnation | Muhammet Rıza Yalçınkaya |
|                          |                                               |      |     |        |               |                          |
| Total                    | Total                                         |      | 100 | 2      | en stagnation | -                        |
| Inscrits / participation |                                               |      |     |        |               |                          |

### Élections législatives de novembre 2015
| Partis                   | Partis                                        | Voix | %   | Sièges | +/-           | Élus                     |
| ------------------------ | --------------------------------------------- | ---- | --- | ------ | ------------- | ------------------------ |
|                          | Parti de la justice et du développement (AKP) |      |     | 1      | en stagnation | Yılmaz Tunç              |
|                          | Parti républicain du peuple (CHP)             |      |     | 1      | en stagnation | Muhammet Rıza Yalçınkaya |
|                          |                                               |      |     |        |               |                          |
| Total                    | Total                                         |      | 100 | 2      | en stagnation | -                        |
| Inscrits / participation |                                               |      |     |        |               |                          |

### Élections législatives de 2018
| Partis                   | Partis                                        | Voix    | %     | Sièges | +/-           | Élus          |
| ------------------------ | --------------------------------------------- | ------- | ----- | ------ | ------------- | ------------- |
|                          | Parti de la justice et du développement (AKP) | 59 687  | 47,03 | 1      | en stagnation | Yılmaz Tunç   |
|                          | Parti républicain du peuple (CHP)             | 32 331  | 25,48 | 1      | en stagnation | Aysu Bankoğlu |
|                          | Parti d'action nationaliste (MHP)             | 21 604  | 17,02 | 0      | en stagnation |               |
|                          | Le Bon Parti (İYİ)                            | 7 411   | 5,84  | 0      | Nv.           |               |
|                          | Parti de la félicité (SP)                     | 2 690   | 2,12  | 0      | en stagnation |               |
|                          | Parti démocratique des peuples (HDP)          | 2 162   | 1,70  | 0      | en stagnation |               |
|                          | Parti patriote (VATAN)                        | 672     | 0,53  | 0      | en stagnation |               |
|                          | Parti de la cause libre (HÜDA PAR)            | 350     | 0,28  | 0      | en stagnation |               |
|                          |                                               |         |       |        |               |               |
| Total                    | Total                                         | 126 907 | 100   | 2      | en stagnation | -             |
| Inscrits / participation | Inscrits / participation                      | 146 984 | 87,53 |        |               |               |

### Élections législatives de 2023
| Partis                   | Partis                                        | Voix    | %     | Sièges | +/-           | Élus                |
| ------------------------ | --------------------------------------------- | ------- | ----- | ------ | ------------- | ------------------- |
|                          | Parti de la justice et du développement (AKP) | 50 240  | 37,61 | 1      | en stagnation | Yusuf Ziya Aldatmaz |
|                          | Parti républicain du peuple (CHP)             | 42 751  | 32,00 | 1      | en stagnation | Aysu Bankoğlu       |
|                          | Parti d'action nationaliste (MHP)             | 31 932  | 23,90 | 0      | en stagnation |                     |
|                          | Nouveau parti de la prospérité (YRP)          | 2 413   | 1,81  | 0      | Nv.           |                     |
|                          | Parti de la victoire (ZP)                     | 1 974   | 1,48  | 0      | Nv.           |                     |
|                          | Parti de la patrie (M)                        | 1 221   | 0,91  | 0      | Nv.           |                     |
|                          | Parti de la gauche verte (YSP)                | 869     | 0,65  | 0      | en stagnation |                     |
|                          | Parti de la justice (AP)                      | 692     | 0,52  | 0      | Nv.           |                     |
|                          | Parti de la grande unité (BBP)                | 627     | 0,47  | 0      | en stagnation |                     |
|                          | Parti de la mère patrie (ANAP)                | 513     | 0,38  | 0      | en stagnation |                     |
|                          | Parti jeune (GP)                              | 453     | 0,34  | 0      | en stagnation |                     |
|                          | Parti de la justice et de l'unité (AB)        | 445     | 0,33  | 0      | Nv.           |                     |
|                          | Parti communiste de Turquie (TKP)             | 284     | 0,21  | 0      | en stagnation |                     |
|                          | Parti des droits et libertés (HAK)            | 275     | 0,21  | 0      | en stagnation |                     |
|                          | Parti de la nation (MP)                       | 256     | 0,19  | 0      | en stagnation |                     |
|                          | Parti de libération du peuple (HKP)           | 233     | 0,17  | 0      | en stagnation |                     |
|                          | Parti patriote (VATAN)                        | 232     | 0,17  | 0      | en stagnation |                     |
|                          | Parti de l'union du pouvoir (GBP)             | 177     | 0,13  | 0      | Nv.           |                     |
|                          | Le Bon Parti (İYİ)                            | 161     | 0,12  | 0      | en stagnation |                     |
|                          | Parti des travailleurs de Turquie (TIP)       | 131     | 0,10  | 0      | en stagnation |                     |
|                          | Parti de gauche (SOL)                         | 126     | 0,09  | 0      | en stagnation |                     |
|                          | Mouvement communiste (TKH)                    | 113     | 0,08  | 0      | Nv.           |                     |
|                          | Parti de l'innovation (YP)                    | 106     | 0,08  | 0      | Nv.           |                     |
|                          | Parti de la route nationale (MYP)             | 1       | 0,00  | 0      | Nv.           |                     |
|                          |                                               |         |       |        |               |                     |
| Total                    | Total                                         | 136 225 | 100   | 2      | en stagnation | -                   |
| Inscrits / participation | Inscrits / participation                      | 156 092 | 88,37 |        |               |                     |